# Гориано-Сиколи
Гориано-Сиколи (итал. Goriano Sicoli) — коммуна в Италии, располагается в области Абруццо, в провинции Л’Акуила.
Население составляет 522 человек (31-05-2019), плотность населения составляет 25,79 чел./км². Занимает площадь 22 км². Почтовый индекс — 67030. Телефонный код — 0864.
Покровителем населённого пункта считается святая Джемма .

## Демография
Динамика населения:

## Администрация коммуны
- Официальный сайт: